# Glenea lambii
Glenea lambii is een keversoort uit de familie van de boktorren (Cerambycidae). De wetenschappelijke naam van de soort werd in 1866 gepubliceerd door Francis Polkinghorne Pascoe.